# Polygastrophora
Polygastrophora är ett släkte av rundmaskar. Polygastrophora ingår i familjen Eurystominidae.
Kladogram enligt Catalogue of Life:
| Polygastrophora | \| \| Polygastrophora heptabulba \| \| \| \| \| \| Polygastrophora tobagoensis \| \| \| \| |
|                 | \| \| Polygastrophora heptabulba \| \| \| \| \| \| Polygastrophora tobagoensis \| \| \| \| |
|                 | Eurystomina                                                                                |
|                 |                                                                                            |
|                 | Polygastrophora heptabulba                                                                 |
|                 |                                                                                            |
|                 | Polygastrophora tobagoensis                                                                |
|                 |                                                                                            |

|  | Polygastrophora heptabulba  |
|  |                             |
|  | Polygastrophora tobagoensis |
|  |                             |